# Гонсевский, Богуслав
Богуслав Корвин-Гонсевский (1669 — 23 июня 1744) — римско-католический и государственный деятель Великого княжества Литовского, духовный писарь великий литовский (с 1720 года), кантор и куратор Кафедрального собора в Вильно, пробст оникштынский, суффраган белорусский (1722—1744) и епископ смоленский (1725—1744).

## Биография
Представитель литовского дворянского рода Гонсевских герба «Слеповрон». Сын артиллерийского генерала Великого княжества Литовского Мацея (1624—1683) и Магдалены Шваб, а не — как сообщалось в более ранних исследованиях — гетмана польного литовского Винцента Корвина-Гонсевского (ок. 1620—1662) и Магдалены Конопацкой.

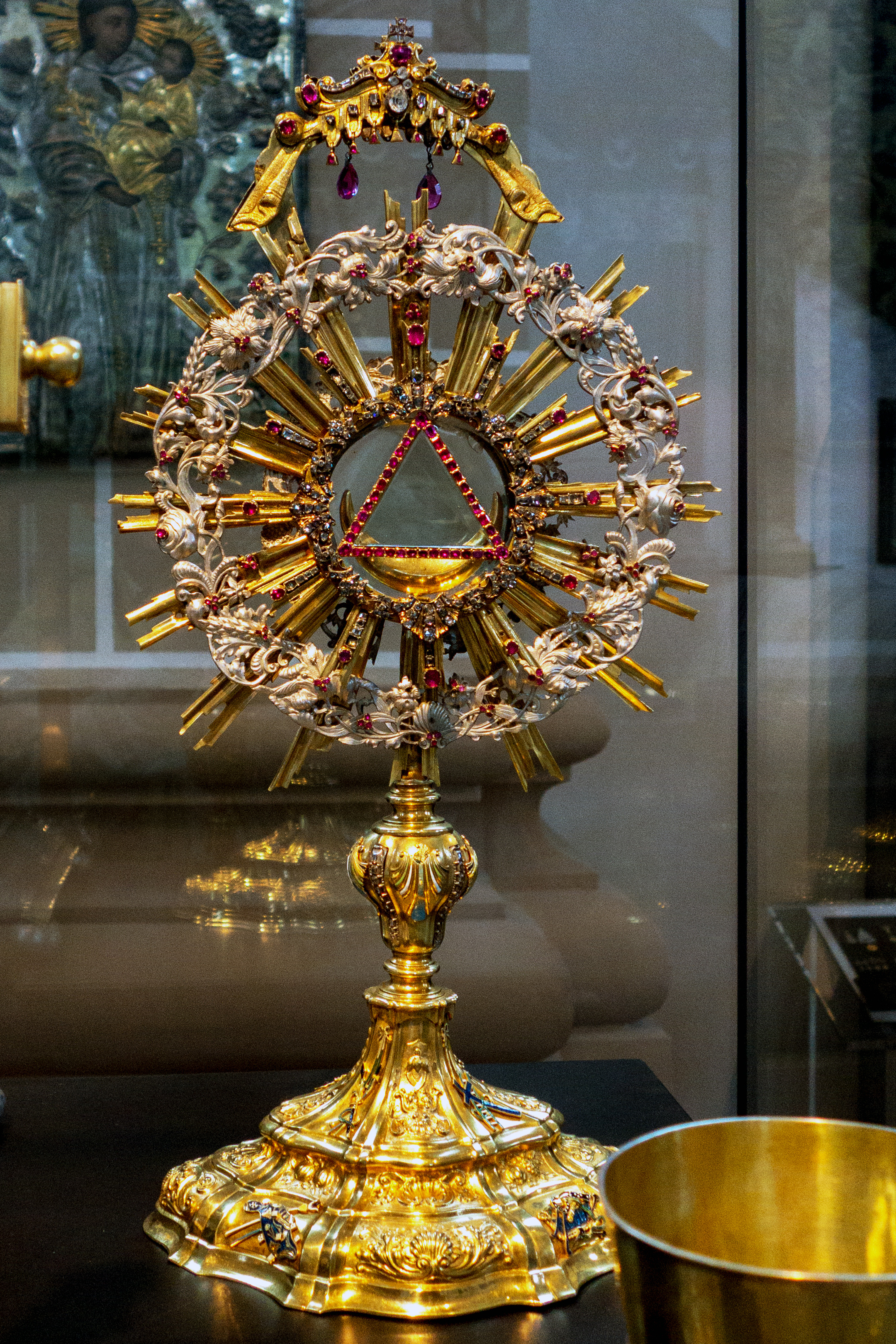
Монстранция, предположительно подаренная епископом Гонсевским костёлу Св. Казимира в Вильнюсе.

Во время Гражданской войны в Великом княжестве Литовском (1696—1702) Богуслав Гонсевский поддерживал Сапег. В 1722 году был избран епископом-суффраганом белорусским. В 1723 году вошел в состав виленского капитула, а в 1725 году был избран епископом смоленским.
В 1729 году епископ смоленский Богуслав Гонсевский, будучи одним из руководителей оппозиции польскому королю Августу Сильному в Литве, заключил соглашение с французским послом Антуаном-Феликсом де Монти, чтобы посадить на королевский трон Речи Посполитой Станислава Лещинского. Получил от Франции сумму в размере 60 тыс. ливров за срыв сеймов в правление Августа Сильного (сорвал работу сеймов в 1730 году в Гродно и 1732 года в Варшаве). В борьбе против абсолютистской политикой Августа Сильного Богуслав Гонсевский также обращался за помощью к России, получил от российского посла Фридриха Казимира фон Левенвольде взятку в размере 4 пар соболей и 100 золотых червонцев. Безуспешно претендовал на сан епископа виленского.
В 1733 году Богуслав Корвин-Гонсевский на элекционном сейме поддержал избрание Станислава Лещинского на польский королевский престол.